# Rand al’Tor
Rand al'Tor je imaginarni glavni lik iz knjiga Točak vremena. 

## Fizički izgled
Rand ima sive oči i riđu kosu. Visok je otprilike 196-197 cm. U 11. knjizi serijala, Rand gubi lijevu šaku, i sada sa samo jednom rukom barata mačem.

## Porijeklo
Randovo rođenje je predskazala Aes Sedai Gitara Moroso, koja je tom prilikom umrla od šoka. Njene riječu su bile: Ponovorođen je! Osjećam ga! Zmaj je udahnuo prvi put na padinama Zmajeve planine! On dolazi! Svijetlost nek nam pomogne! Svijetlost nek' pomogne svijetu! Leži u snijegu i plač mu je glasan kao grom! Svijetli kao sunce! Rand je rođen 978. godine, na padinama Zmajeve planine, u zadnjoj bici Aijelskog rata. Njegova majka je bila Tigrejna, princeza Andora. Nekih deset godina prije Aijelskog rata, Gitara je upozorila Tigrejnu da treba u tajnosti da ode iz Andora, ode u Aijelsku pustaru, i da postane jedna od Aijela. Ako ovo ne uradi, svijet je unaprijed izgubljen. Tigrejna je poslušala Gitarin savjet. Nažalost, umrla je pri porođaju. Randa je us snijegu našao Tam al'Tor, oficir u ilijanskoj vojci. Pošto on i njegova žena Kara al'Tor nisu imali djece, uzeli su malog Randa i preselili su se u Tamov rodni kraj, Dvije rijeke. Mali Rand je odrasta u selu Emondovom polju. Njegovi najbolji prijatelji su Matrim Kauton, veseo i uvijek spreman na smicalice, i Perin Ajbara, kovačev šegrt. Njihove sudbine su bile tijesno povezane, iako oni tada nisu to znali.

## Titule
Rand al'Tor je sa svojom čuvenosti stekao mnoga zvanja u različitim zemljama i narodima ka što su:
- U zapadnim zemljama: Ponovorođeni zmaj, Gospodar jutra, Princ zore
- Među Aijelima: Kar'ar'Karn,Onaj Koji Dolazi Sa Zorom
- Morski narod ga naziva Koramurom.

## Uloga u knjigama

### Zjenica svijeta
U Emondovo polje 998. godine je došla Moiraina Sedai, predstavivši se kao istoričarka. Ona je tragala za Ponovorođenim Zmajem i znala je da je neko od tri dječakla Zmaj. Troloci su napali Dvije rijeke, spalivši mnogo kuća i umalo ubivši Randa. Moiraina je ubijedila Randa, Meta i Perina da trebaju da pođu sa njom u grad Tar Valon. Takođe im je otkrila da su ta'vereni, osobe koje oblikuju događaje oko sebe i povećavaju vjerovatnoću. Sa Moirainom su pošle djevojke Ninaeva i Egvena, kao i stari zabavljač Tom Merilin. Obe djevojke su kasnije postale Aes Sedai, a Egvena je u 6. knjizi postala Amirilin Tron, vođa svih Aes Sedai. Družina je stigla do grada Baerlona bez problema. Međutim, kada su izašli iz Baerlona u divljinu, velike horde Troloka su počele da ih progone. Bili su primoranii da se sakriju u drevni, mrtvi grad Šadar Logot. U Šadar Logotu je prebivalo zla magla Mašadar, kao i zli Mordret koje je krao tijela i duše. Met je u Šadar Logotu uzeo ukleti bodež koji ga kasnije nije umalo ubio. Troloci su, potjerani Midraalima, ipak ušli u grad, a družina se raštrkala i razdvojila. Met, Rand i Tom su uspjeli da pobjegnu i da se ukrcaju na trgovački brod. Iskrcali su se gradu Bijeli most. Tamo ih je napao jedan Mirdraal. Tom je krenuo u borbu sa Midraalom, dajući momcima vremena da pobjegnu. Met i Rand su putovali do Kaemlina, glavnog grada Andora. Tamo su sreli Moirainu, Egvenu , Perina i Ninaevu. Odlučili su da odu do mističnog izvora energije, Zjenice svijeta, jer su čuli niz glasina da Mračni namjerava da oslijepi svijet. Putovali su Putevima, drevnim magičnim rutama između gradova, načinjenim uz pomoć saidina. Uz pomoć Puteva, stigli su do zemlje Šijenar za nedelju dana. Tamo su čuli da Lord Agelmar kreće u beznadežnu bitku protiv snaga Sijenke. Uspijeli su da stignu do Zjenice svijeta. Ispostavilo se da je to bazen saidina, kako im je rekao zadnji Nim, čuvar zjenice. Pojavljuju se dva Izgubljena, Aginor i Baltamel. Nim napada Baltamela, ubijajući i sebe i njega. Aginor iz Zjenice povuče više moći nego što može da izdrži i umire. Tada Rand otkriva da može da usmjerava, upotrebljujući moć Zjenice da uništi vojsku Troloka. U Zjenici Moiraina nalazi Zmajev barjak iz Doba legendi, kao i Rog Valera koji može da dozove mrtve heroje iz groba. 

### Lov na rog
U napadu Prijatelja Mraka na tvrđavu Fal Daru Rog Valera i bodež iz Šadar Logota bivaju ukradeni. Mladić Met će bez bodeža umrijeti, jer Aes Sedai moraju imati bodež da bi prekinule Metovu vezu sa zlom Šadar Logota. Rand, Met i Perin kreću u potragu za Rogom, zajedno sa četom Šijenaraca. Nakon mnogih avantura, prolaska kroz Kairhijen, ubistva kralja Galdrijana, upda u gildu vatrometa, mladići stižu u grad Falme, koji je pod Seanšanskom okupacijom. Rog i bodež su u vlasništvu seanšanskog lorda. Rand uspijeva da ukrade Rog i bodež, ali počinje napad Djece svijetla na grad. Met zasvira u Rog i priziva mrtve heroje koji satjeraju Seanšane u more. Rand se bori sa Išamaelom na nebu, uspijevajući da ga ozbiljno rani. Na kraju bitke proglašava se Ponovorođenim Zmajem.

### Ponovorođeni zmaj
U ovoj knjizi Rand odlučuje da mu treba konačan dokaz da je pravi Ponovorođeni Zmaj, a ne lutka Aes Sedai. Kreće na putovanje do tvrđave Kamen Tira, jer se tu nalazi legendarni mač Kalandor koji može da uzme samo pravi Ponovorođeni zmaj. Putovanje do Kamena je bilo dugo, a progonili su ga Prijatelji Mraka i Psomraci. Na kraju knjige se sukobio sa Izgubljenima Be'lalom i Išamaelom, uspijevši da ih ubije pomoću Kalandora. Kamen Tira je pao pod hordama Aijela i Rand je proglašem gospodarem države Tir.

### Dolazak sijenke
U ovoj knjizi Izgubljena Lanfear dolazi Randu i nudi mu zajedničku vladavinu nad svijetom. Rand se sprema da odbije, ali Lanfear bježi kada Troloci napadaju Kamen Tira. Rand odlučuje da ode u drevni Aijelski grad Ruidean, i u ter'angrealu proživi istoriju Aijela. Uspijeva da prođe Ruidean i i svi Aijeli ga priznaju za vrhovnog poglavara (osim odmetnutog klana Šaido). U Ruideanu Rand se sukobljava sa Izgubljenim Asmodeanom i uspijeva da ga savlada uz pomoć Lanfear. Rand ostavlja Asmodeana u životu da bi mogao da ga uči o Istinskom izvoru i upotrebi saidina.

### Nebeski oganj
Odmetnuti Aijelski klan Šaido, predvođen poglavarom Kuladinom, prelazi Kičmu svijeta i napada državu Kairhijen. Rand vodi njemu vjerne Aijele u Kairhijen, kako bi spasao zemlju u uništio Šaidoe. Kuladin pali čitav Kairhijen i na kraju opsjeda glavni grad. Ogromni broj ljudskih žrtava u pohodu Šaidoa podstiču Randa u odluci da će koristiti Istinski izvor protiv njih. U velikoj bici kod glavnog grada Kairhijena Šaidoi su skršeni, ali Rand umalo izgubi život od munja, koje je poslao Izgubljeni Samael. Kairhijen prizna Randovu vrhovnu vlast. Na dokovima Kairhijena, Randa napada Lanfear, histerična zato što je saznala da je Rand zaljubljen u mladu Aijelku Avijendu. Rand nije želio da ubije nijednu ženu, čak ni Lanfear, pa bi ga Lanfear sigurno nadvladala da nije bilo Moiraine. Moiraina je gurnula Lanfear u veliki prstenasti ter'angreal, koji se istopio kada su Lanfear i Moraina upale. Kada je Rand saznao da Izgubljeni Rafhvin vlada Andorom, on ga napada i ubija, iako uz pomoć Ninaeve Sedai. Elejna Trakand stupa na presto Andora.

### Osnivanje Crne kule
U 6. knjizi, Mazrim Taim, bivši Lažni Zmaj, dolazii do Randa i nudi mu svoje usluge. Rand daje Taimu važan zadatak: obučavanje muških usmjerivača. Taim dolazi na malu farmu, na jedan dan hoda od Kaemlina, i počinje da regrutuje prve Aša'mane. Farma je dobila ime Crna kula, u suprotnosti sa Bijelom kulom Aes Sedai. Do 11.knjige Taim je skupio 800 Aša'mana. Takođe je sebe proglasio M'hejlom (vođom) Crne kule, iako je vrhovni gospodar Aša'mana Rand.

### Randova otmica i osvajanje Ilijana
U 6.knjizi Randa otima 39 Aes Sedai, predvođene Galinom Kazban od Crvenog Ađaha. Galina pravi dogovor sa Šaidoima da štite Aes Sedai od vojski Randovih podanika. Galina je Randa zatvarala u kavez (zbog čega je Rand dobio klaustrofobiju) i okrutno ga prebijala. Randa je spasila velika vojska Aijela i Aša'mana, koje su vodili Perin i Mazrim Taim. Posle bitke, 9 salidarskih pobunjeničkih Aes Sedai se zaklinje Randu na vjernost. Ipak, od njegove otmice Rand ne vjeruje nijednoj Aes Sedai. Zajedno sa Davramom Bašerom i Legijom Zmaja, Rand izvodi napad na Ilijan, ubijajući Izgubljenog Samela (posle teške borbe). Posle bitke, Ilijanski Savjet Desetorice proglašava Randa za kralja Ilijana.

### Zaustavljanje seanšanske izvazije i čišćenje saidina
Rand saznaje da su Seanšani ponovo došli na njegov kontinent. Štaviše, zauzeli su države Tarabon, Amadiciju i Altaru. Posle velike bitke, sa puno gubitaka na obje strane, Seanšani i Randova vojska sklapaju primirje. Seanšanska osvajanja su zaustavljena. Rand izvodi čišćenje saidina od kletve, uz pomoć dva velika sa'angreala. Zlo koje je ukaljalo saidin se neutralisalo sa zlom Šadar Logota. Tokom čišćenja saidina, svi preživjeli Izgubljeni napadaju Randa, ali su poraženi od koalicje Aes Sedai i Aša'mana. Arad Doman pada u Randove ruke. U 11. knjizi Izgubljena Semirhag, prije nego što je Rand zarobi, odsijeca njegovu lijevu šaku.

## Literatura
- Robert Jordan's The Wheel of Time series Архивирано на веб-сајту  (5. март 2013)
- [мртва веза]

## Spoljašnje veze
- Forum o Točku vremena